# Shinshūkyō
Shinshūkyō (新宗教, lit. "nova religião") é um termo usado para descrever os novos movimentos religiosos do Japão. Eles também são conhecidos como Shinkō shūkyō (新興宗教) em japonês, sendo muitas vezes chamados simplesmente de novas religiões japonesas. Os estudiosos japoneses classificam todas as organizações religiosas fundadas a partir do século XIX como shinshūkyō. Assim, o termo refere-se a uma grande diversidade e número de organizações. A maioria nasceu em meados do século XX e são influenciados por religiões tradicionais muito mais antigas, principalmente o xintoísmo e budismo. Outros são sincréticos com conceitos ocidentais.

## Estatística
Estimativas indicam a existência de cerca de 300-400 de movimentos individuais do tipo. Entre 10 a 30% da população japonesa participa de algum modo dessas "novas religiões". Poucas novas religiões japonesas possuem mais do que meio milhão de membros, a mais bem numerosa sendo a Soka Gakkai (fundada em 1930), seguida por outras como Perfect Liberty Kyodan (1925), Reiyukai (1925), Rissho Koseikai (1938), Seicho-no-ie (1930) e Tenrikyo (1838). Cerca de cinquenta (incluindo Gedatsukai (1929), Oomoto (1892) e Sukyo Mahikari (1974), dentre outras) possuem entre 100000 e 500000 membros cada; e a grande maioria restante oscila às vezes até à beira da extinção, chegando a até menos de 10000 adeptos.

## História

### Classificação
A expressão "novas religiões" é fundamentalmente temporal, apesar de comumente se distinguir das "religiões estabelecidas" (kisei shūkyō, 既成宗教). Há uma classificação bastante aceita academicamente que interpreta os novos movimentos religiosos japoneses como pertencentes a tradições antigas de pano de fundo, principalmente do budismo e Xintó, mas também de outras denominações, como o cristianismo.
No século XIX e na primeira metade do século XX, as expressões para os novos desenvolvimentos eram depreciativas, classificando-os pelos nomes "quase-religiões" (ruiji shūkyō, 類似宗教), "pseudo-religiões" (giji shūkyō, 擬似宗教) e por vezes "heresia/falsa religião" (jakyō, 邪教). Foi a partir da segunda metade do século XX que passaram a ser utilizados os termos shinshūkyō, uma expressão neutra criada no meio acadêmico da década de 70 para se referir aos novos movimentos religiosos (NMRs) japoneses desde o século XIX; e shinkō shūkyō, originalmente usado nas décadas de 1950 e 1960 para se referir aos NMRs da primeira metade do século XX, porém com um sentido negativo de "arrivista".
Susumu Shimazono divide os novos movimentos religiosos em quatro períodos:
- o primeiro, de 1800 a 1880.
- o segundo, de 1880 a 1920.
- o terceiro, de 1920 a 1970.
- o quarto, de 1970 em diante. Neste período aparecem as assim chamadas "novas novas religiões japonesas" (shin-shinshūkyō).

### Desenvolvimento
Os primeiros novos movimentos religiosos no Japão surgiram no século XIX em contextos rurais e desenvolvimentos culturais do bakumatsu, em meio à intensificação de pressões coloniais e incertezas da ocidentalização, industrialização, urbanização e institucionalização religiosa e imperial. Os mais proeminentes foram Hommon Butsuryushu (1857), Konkokyo (1859), Kurozumikyo (1859), Tenrikyo e Oomoto.
Uma próxima fase importante foi nas décadas de 1920 e 30, com as mudanças políticas e urbanas da democracia Taishō, além de modernização com o crescimento da mídia e da adoção de conceitos ocidentais. As mais importantes novas religiões do período foram Hito no Michi (renomeada como Perfect Liberty Kyodan), Reiyukai, Seicho no Ie, Sekai Kyuseikyo (Igreja Messiânica Mundial) e Soka Gakkai. Nesta época, era difícil o estabelecimento de NRMs devido às legislações que algumas vezes as interpretavam como movimentos de protesto e reformismo; a vigilância do Estado, de início sobre a agitação do movimento trabalhista crescente, passou a reprimir ativamente movimentos religiosos suspeitos.
Após a derrota na Guerra do Pacífico (1941-1945), a liberdade religiosa foi implementada na constituição. A regulamentação do registro de instituições religiosas garantia sua independência e autodeterminação financeira, o que facilitou a reorganização de NRMs anteriormente suprimidas e a criação de novos movimentos, como Byakko Shinkokai (1951) e Mahikari (1959).
A partir de 1970, um importante fator explicativo para a formação de NRMs é a recessão econômica, com início da crise do petróleo. As três últimas décadas do século XX foram uma época de aparente boom do cenário religioso japonês. Tais desenvolvimentos mais recentes foram chamados de "novas novas religiões" (shin-shinshūkyō, 新新宗教), um termo cunhado pelo sociólogo da religião Nishiyama Shigeru e usado como jargão jornalístico desde a década de 80. Uma característica comum compartilhada pelos "novos novos movimentos religiosos" é um interesse pela relação do mundo espiritual com o mundo terreno, do oculto (okaruto) e dos mistérios da humanidade, saberes os quais se alegam serem detidos pela autoridade dos fundadores desses movimentos. Muito de seu material pode ser traçado ao movimento da Nova Era e ao esoterismo ocidental, e dentre os elementos mais recentes incluem-se a utilização mídia de massa e marketing, além de mangás e animes. Exemplos são Kofuku na Kagaku (Happy Science) (1986) e Aum Shinrikyo (1984). Devido ao ato terrorista realizado por membros dessa última, a percepção pública sobre as religiões recentes sofreu uma mudança crucial, passando a considerá-las muitas vezes como perigosas ou seitas de líderes cultistas. A legislação de corporações religiosas também passou a ter mais exigências de registro e transparência financeira, além de se aumentar o controle para investigar comunidades religiosas.

## Brasil
As novas religiões japonesas no Brasil possuem números de associados na casa dos milhões. Elas chegaram e cresceram junto com as tradições antigas durante a imigração japonesa. A maior delas atualmente é a Seicho-no-ie (cujo material já circulava no país no começo da década de 1930), seguida pela Igreja Messiânica do Brasil, Soka Gakkai e Perfect Liberty Kyodan. Nas décadas de 50 e 60, os imigrantes japoneses estavam cada vez mais decididos em permanecer no país ao invés de retornar ao Japão e, com a crescente divulgação do material em português e a ausência de restrições de afiliação, as novas religiões japonesas passaram por aculturação e adaptação, assimilando estruturas, práticas e termos prevalentes de outras religiões presentes na cultura brasileira e ganhando novos adeptos não japoneses.